# Prokuratura w Polsce
Prokuratura w Polsce – służba publiczna stanowiąca hierarchiczną strukturę organów o uprawnieniach śledczych, o zadaniach z zakresu ochrony prawa i interesu publicznego (w tym ścigania przestępstw)
Prokuraturę w ścisłym znaczeniu stanowią prokuratorzy i asesorzy prokuratury powszechnych jednostek organizacyjnych prokuratury lub struktur Instytutu Pamięci Narodowej – Komisji Ścigania Zbrodni przeciwko Narodowi Polskiemu (w tym prokuratorzy w stanie spoczynku), a w szerszym rozumieniu również jednostki lub komórki organizacyjne obsługujące prokuratorów i asesorów prokuratury.

## Historia
Instytucja prokuratury pojawiła się w obrębie aparatu państwowego zaborców na początku XIX wieku. W XX wieku, w związku z przemianami ustrojowymi, jej struktura i rola w państwie były wielokrotnie zmieniane. Zmiany po 2001 wynikają ze zmian koncepcji usytuowania prokuratury w systemie organów państwa.
Z dniem 4 marca 2016 r. weszła w życie nowa ustawa dot. ustroju prokuratury. Połączyła  funkcję Prokuratora Generalnego i Ministra Sprawiedliwości, ponownie utworzyła Prokuraturę Krajową w miejsce Prokuratury Generalnej, wprowadziła prokuratury regionalne w miejsce prokuratur apelacyjnych.  Ponadto ustawa zniosła wojskowe jednostki organizacyjne prokuratury.

## Zadania i uprawnienia
Zadaniem prokuratury jest strzeżenie praworządności i czuwanie nad ściganiem przestępstw. Szczegółowe zadania  i uprawnienia prokuratury są następujące:
- prowadzenie lub nadzorowanie postępowania przygotowawczego w sprawach karnych i sprawowanie funkcji oskarżyciela publicznego przed sądami;
- wytaczanie powództw w sprawach karnych i cywilnych, składanie wniosków i udział w postępowaniu sądowym w sprawach cywilnych, ze stosunku pracy i ubezpieczeń społecznych, jeżeli tego wymaga ochrona praworządności, interesu społecznego, własności lub praw obywateli;
- podejmowanie środków przewidzianych prawem, zmierzających do prawidłowego i jednolitego stosowania prawa w postępowaniu sądowym, administracyjnym, w sprawach o wykroczenia i w innych postępowaniach;
- sprawowanie nadzoru nad wykonaniem postanowień o tymczasowym aresztowaniu i innych decyzji o pozbawieniu wolności;
- współpracę z jednostkami naukowymi w zakresie prowadzenia badań dotyczących problematyki przestępczości, jej zwalczania, zapobiegania i  kontroli;
- gromadzenie, przetwarzanie i analizowanie w systemach informatycznych danych, w tym danych osobowych, pochodzących z prowadzonych lub nadzorowanych na podstawie ustawy postępowań i z udziału w postępowaniu sądowym, administracyjnym, w sprawach o wykroczenia lub innych postępowaniach prowadzonych na podstawie ustawy, przekazywanie danych i wyników analiz właściwym organom, w tym organom innych państw, organizacjom międzynarodowym, w tym ponadnarodowym i organom Unii Europejskiej, jeżeli przewiduje to ustawa lub umowa międzynarodowa ratyfikowana przez Rzeczpospolitą Polską lub jeżeli przekazywanie danych i wyników analiz tym organom i organizacjom wynika z odrębnych przepisów; administratorem tych danych, w rozumieniu przepisów ustawy o ochronie danych osobowych, gromadzonych i przetwarzanych w ogólnokrajowych systemach informatycznych prokuratury jest Prokurator Generalny;
- zaskarżanie do sądu niezgodnych z prawem decyzji administracyjnych i udział w postępowaniu sądowym w sprawach zgodności z prawem takich decyzji;
- koordynowanie działalności w zakresie ścigania przestępstw, prowadzonej przez inne organy państwowe;
- współdziałanie z organami państwowymi, państwowymi jednostkami organizacyjnymi i organizacjami społecznymi w zapobieganiu przestępczości i innym naruszeniom prawa;
- współpracę z Szefem Krajowego Centrum Informacji Kryminalnych w zakresie niezbędnym do realizacji jego zadań ustawowych;
- współpracę i udział w działaniach podejmowanych przez organizacje międzynarodowe lub ponadnarodowe i zespoły międzynarodowe, działające na podstawie umów międzynarodowych, w tym umów konstytuujących organizacje międzynarodowe, ratyfikowanych przez Rzeczpospolitą Polską;
- opiniowanie projektów aktów normatywnych;
- podejmowanie innych czynności określonych w ustawach[2].

## Prokurator Generalny
Prokurator Generalny jest naczelnym organem prokuratury niebędącym jednocześnie prokuratorem powszechnej jednostki organizacyjnej prokuratury. Zgodnie z Konstytucją prokurator nie może sprawować mandatu posła ani senatora (art. 103 ust. 2, art. 108). „W okresie zajmowania stanowiska prokurator nie może należeć do partii politycznej ani brać udziału w żadnej działalności politycznej” (art. 97 § 1 Prawa o prokuraturze). W doktrynie istnieje jednak spór o status prawny tego urzędu, tj. istnieją wątpliwości, czy Prokurator Generalny jest prokuratorem w rozumieniu ustawy Prawo o prokuraturze. Przykład owych niejasności w interpretacji obowiązujących przepisów stanowić może sprawowanie mandatu posła oraz kierowanie partią polityczną przez Ministra Sprawiedliwości i Prokuratora Generalnego w latach 2016-2023 Zbigniewa Ziobrę i sprawowanie mandatu senatora przez obecnego Ministra Sprawiedliwości i Prokuratora Generalnego Adama Bodnara.
Prokurator Generalny:
- reprezentuje prokuraturę w Sejmie i w Senacie,
- podpisuje niezwiązane z biegiem postępowań pisma kierowane do naczelnych organów administracji rządowej i do instytucji centralnych,
- podpisuje zarządzenia, wytyczne i polecenia Prokuratora Generalnego,
- jest prokuratorem przełożonym pozostałych prokuratorów (art. 13 § 2 Prawa o prokuraturze).

Prokurator Generalny decyduje o:
- Powołaniu na stanowiska prokuratorskie wszystkich szczebli. Według Komisji Weneckiej eksperci powinni brać udział w powoływaniu prokuratorów, żeby byli  odpowiednio wykwalifikowani. Idealnie w zakresie niezależnego ciała, jak demokratycznie zatwierdzana rada prokuratorów. Jeśli prawo Prokuratora Generalnego do powoływania prokuratorów ma być utrzymane, to Komisja Wenecka zaleca wprowadzanie obowiązku dla Prokuratora Generalnego jawnego uzasadniania odrzucania rady ekspertów[5] (s. 21-22).

Według art. 80 Prawa o prokuraturze procedura konkursowa jest stosowana tylko przy powoływaniu prokuratora rejonowego i tylko w przypadku pierwszego powoływania na stanowisko prokuratora, „a w szczególnie uzasadnionych przypadkach” bez konkursu. Brak też przepisu zapewniającego powoływanie według wyniku konkursu. Według Komisji Weneckiej konkursy powinny decydować o awansach i powoływaniu wszystkich prokuratorów w celu zapewnienia ich niezależności. W celu szybszego zapełniania wakatów można tworzyć listy rezerwowe (s. 22).
- Delegowaniu prokuratorów powszechnych jednostek organizacyjnych prokuratury do Ministerstwa Sprawiedliwości lub innej jednostki podległej Ministrowi Sprawiedliwości albo przez niego nadzorowanej i o odwołaniu z delegowania,
- Delegowaniu prokuratorów powszechnych do pełnienia obowiązków lub pełnienia określonej funkcji poza granicami państwa i o odwołaniu z delegowania,
- Powołaniu na stanowisko prokuratorów Instytutu Pamięci Narodowej – Komisji Ścigania Zbrodni przeciwko Narodowi Polskiemu i do pełnienia funkcji w Instytucie Pamięci Narodowej – Komisji Ścigania Zbrodni przeciwko Narodowi Polskiemu, a także o odwołaniu z tych stanowisk i funkcji,
- Obwieszczeniu o wolnym stanowisku prokuratorskim.
- Przeprowadzeniu wizytacji.
- Wykonuje uprawnienia w sprawach odpowiedzialności dyscyplinarnej prokuratorów.
- Uczestniczy w posiedzeniach pełnego składu Trybunału Konstytucyjnego, pełnego składu Sądu Najwyższego, połączonych izb Sądu Najwyższego i całej izby Sądu Najwyższego i pełnego składu Naczelnego Sądu Administracyjnego i całej izby Naczelnego Sądu Administracyjnego.
- Nadzoruje:
  - Biuro Prokuratora Generalnego,
  - Departament Organizacji Pracy, Wizytacji i Systemów Informatycznych Prokuratury,
  - Biuro Ochrony Informacji Niejawnych i Spraw Obronnych.

„Prokurator Generalny może zwrócić się o przeprowadzenie czynności operacyjno-rozpoznawczych podejmowanych przez właściwe uprawnione organy, jeżeli zostawałyby  w bezpośrednim związku z toczącym się postępowaniem przygotowawczym. Prokurator Generalny może zapoznać się z materiałami zgromadzonymi w toku takich czynności.” (art. 57 § 3 Prawa o prokuraturze). Tymi materiałami mogą być podsłuchy i treść korespondencji. Według Komisji Weneckiej takie uprawnienia w ręku aktywnego polityka stwarzają rzeczywiste niebezpieczeństwo nadużycia. Powinny być jasno określone ograniczone okoliczności, w których Prokurator Generalny mógłby skorzystać z takich uprawnień, a ich wykorzystanie powinno być rejestrowane w aktach sprawy i dostępne stronom (s. 17).
„Prokurator Generalny ma wgląd w czynności sądów dyscyplinarnych, może zwracać uwagę na stwierdzone uchybienia, żądać wyjaśnień oraz usunięcia skutków uchybienia; czynności te nie mogą wkraczać w dziedzinę, w której członkowie sądów dyscyplinarnych są niezawiśli.” (art. 169 Prawa o prokuraturze) Według Komisji Weneckiej to poważnie podkopuje niezależność tych sądów, a za tym prokuratorów. Członkowie sądów dyscyplinarnych są prokuratorami i w stosunku do ich karier Prokurator Generalny ma szerokie uprawnienia. Prawo powinno zawierać jasne kryteria, czego wgląd Prokuratora Generalnego może dotyczyć (s. 22).

## Powszechne jednostki organizacyjne

### Prokuratura Krajowa
Naczelną powszechną jednostką organizacyjną prokuratury jest Prokuratura Krajowa, przy czym w okresie  31 marca 2010 r. – 4 marca 2016 r. zastąpiła ją Prokuratura Generalna kierowana przez Prokuratora Generalnego. Prokuraturę Krajową stanowią Prokurator Generalny, Prokurator Krajowy i podlegli mu prokuratorzy Prokuratury Krajowej i wchodzi ona w skład Ministerstwa Sprawiedliwości. Prokuratora Krajowego powołuje i odwołuje na wniosek Prokuratora Generalnego Prezes Rady Ministrów.
Do zadań Prokuratury Krajowej należy w szczególności:
- nadzorowanie i koordynowanie prac prokuratur niższego szczebla (regionalnych, okręgowych i rejonowych)
- występowanie przed Trybunałem Konstytucyjnym, Sądem Najwyższym i Naczelnym Sądem Administracyjnym.
- współpraca międzynarodowa w zakresie zwalczania przestępczości
- podejmowanie działań związanych z uprawnieniami Prokuratora Generalnego.

Jeden z jej departamentów, Departament do Spraw Przestępczości Zorganizowanej i Korupcji, prowadzi wydziały zamiejscowe.

### Prokuratury regionalne
Prokuraturę regionalną tworzy się dla obszaru właściwości co najmniej dwóch prokuratur okręgowych. Właściwości miejscowe prokuratur regionalnych nie pokrywają się z podziałem administracyjnym Polski, chociaż są zbliżone do obszaru województw. Prokuraturą regionalną kieruje prokurator regionalny, który jest prokuratorem przełożonym prokuratorów prokuratury regionalnej i prokuratur niższego szczebla (okręgowych i rejonowych).

### Prokuratury okręgowe
Prokuraturę okręgową tworzy się dla obszaru właściwości co najmniej dwóch prokuratur rejonowych. Właściwości miejscowe prokuratur okręgowych nie pokrywają się z podziałem administracyjnym Polski, chociaż bywają zbliżone do obszaru powiatu. Prokuraturą okręgową kieruje prokurator okręgowy, który jest prokuratorem przełożonym prokuratorów prokuratury okręgowej i prokuratur niższego szczebla (prokuratur rejonowych).
Istnieje 45 prokuratur okręgowych i 3 ośrodki zamiejscowe prokuratur okręgowych (stan na lipiec 2006).

### Prokuratury rejonowe
Prokuraturę rejonową tworzy się dla jednej lub większej liczby gmin. Prokuraturą rejonową kieruje prokurator rejonowy, który jest prokuratorem przełożonym prokuratorów prokuratury rejonowej.
Istnieje 342 prokuratur rejonowych i 7 ośrodków zamiejscowych prokuratur rejonowych (stan na czerwiec 2006).

## Jednostki organizacyjne w Instytucie Pamięci Narodowej – Komisji Ścigania Zbrodni przeciwko Narodowi Polskiemu

### Pion śledczy
Prokuratorami pionu śledczego IPN są prokuratorzy Głównej Komisji Ścigania Zbrodni przeciwko Narodowi Polskiemu i oddziałowych komisji ścigania zbrodni przeciwko Narodowi Polskiemu. Niektórzy z prokuratorów oddziałowych komisji pełnią swój urząd w referatach śledczych delegatur IPN.

### Pion lustracyjny
Prokuratorami pionu lustracyjnego IPN są prokuratorzy Biura Lustracyjnego i oddziałowych biur lustracyjnych.

## Opinia Komisji Weneckiej
Według Komisji Weneckiej system w Polsce jest dosyć unikalny wśród państw Rady Europy, ponieważ politycznie mianowany członek rządu jest szefem prokuratury. Tylko w kilku krajach Rady Europy (Austria, Niemcy, Dania, Holandia Irlandia i Wielka Brytania) prokuratura jest częścią władzy wykonawczej i jest podporządkowana ministrowi sprawiedliwości, ale systemy te gwarantują niezależność i autonomię prokuratury i posiadają zabezpieczenia przed interwencją rządu w poszczególnych sprawach (s. 11). System w Polsce wyróżnia się tym, że Prokurator Generalny może działać osobiście w poszczególnych dochodzeniach (s. 13). 
Komisja Wenecka zaleca rozdzielenie urzędów Prokuratora Generalnego i Ministra Sprawiedliwości. Jeśli nie, to minister powinien utracić uprawnienia do ingerowania w poszczególnych sprawach i jego uprawnienia powinny być ograniczone do wydawania ogólnych regulacji i wytycznych podwładnym prokuratorom (s. 23-24).
Według Komisji Weneckiej Prokurator Generalny nie powinien mieć możliwości ponownego mianowania, gdyż stwarza to potencjalne ryzyko, że będzie starał się o przychylność polityków lub będzie postrzegany jako tak działający. Prawo powinno jasno określać warunki zwolnienia przed upływem kadencji, najlepiej w konstytucji, ciało eksperckie powinno wydać opinie o wystarczających podstawach do zwolnienia i powinno być sprawiedliwe przesłuchanie, także przed parlamentem (s. 11).